# Armamento del ejército Nacional de Surinam
El Ejército Nacional de Surinam o Nationaal Leger es la Fuerza de Defensa de Surinam. Está formado por tres ramas, el Ejército, la Fuerza Aérea (Luchtmacht) y la Armada de Surinam (Marine van Suriname). El Ejército está formado por un batallón de infantería ligera, la Armada cuenta con algunos buques patrulleros, y la Fuerza aérea consta de algunos helicópteros y aviones.

## Equipamiento Militar

### Equipamiento del Ejército de Tierra
Fusiles y Subfusiles
| Nombre       | Fotografía | Origen          | Tipo                                  | Munición                | Calibre |
| ------------ | ---------- | --------------- | ------------------------------------- | ----------------------- | ------- |
| Carabina M1  |            | Estados Unidos  | Carabina semiautomática/automática    | .30 Carbine (7,62 x 33) | 7,62 mm |
| HK 416 A5    |            | Alemania        | Fusil de Asalto Carabina              | 5,56 x 45 OTAN          | 5,56 mm |
| AKM          |            | Unión Soviética | Fusil de Asalto                       | 7,62 x 39               | 7,62 mm |
| FN FAL       |            | Bélgica         | Fusil de combate                      | 7,62 x 51 OTAN          | 7,62 mm |
| FAMAS        |            | Francia         | Fusil de Asalto                       | 5,56 x 45 OTAN          | 5,56 mm |
| Dragunov SVD |            | Unión Soviética | Fusil de francotirador semiautomático | 7,62 x 54 R             | 7,62 mm |
| M4A1 M16     |            | Estados Unidos  | Fusil de Asalto Carabina              | 5,56 x 45 OTAN          | 5,56 mm |
| AK-47        |            | Unión Soviética | Fusil de Asalto                       | 7,62 x 39               | 7,62 mm |

Subfusiles
| Nombre | Fotografía | Origen  | Tipo                                                       | Munición                                                    | Calibre                      |
| ------ | ---------- | ------- | ---------------------------------------------------------- | ----------------------------------------------------------- | ---------------------------- |
| FN P90 |            | Bélgica | Arma de Defensa Personal Subfusil Fusil de Asalto Compacto | 5,7 x 28                                                    | 5,7 mm                       |
| Uzi    |            | Israel  | Subfusil                                                   | 9 x 19 Parabellum (principal) .22 Long Rifle .45 ACP .41 AE | 9 mm 5,5 mm 11,43 mm 10,4 mm |

Ametralladoras
| Nombre      | Fotografía | Origen         | Tipo                               | Munición                         | Calibre         |
| ----------- | ---------- | -------------- | ---------------------------------- | -------------------------------- | --------------- |
| FN Minimi   |            | Bélgica        | Ametralladora Ligera               | 5,56 x 45 OTAN 7,62 × 51 mm OTAN | 5,56 mm 7,62 mm |
| FN MAG      |            | Bélgica        | Ametralladora de propósito general | 7,62 × 51 mm OTAN                | 7,62 mm         |
| Browning M2 |            | Estados Unidos | Ametralladora Pesada               | 12,7 x 99 mm OTAN                | 12,7 mm         |

Lanzagranadas
| Nombre | Fotografía              | Origen          | Tipo                          | Munición         | Calibre                          |
| ------ | ----------------------- | --------------- | ----------------------------- | ---------------- | -------------------------------- |
| TGL-1  | En el enlace del nombre | Estados Unidos  | Lanzagranadas                 | Granada de 37 mm | 37 mm                            |
| RPG-7  |                         | Unión Soviética | Granada propulsada por cohete | Cohete de 85 mm  | 40 mm el lanzador 85 mm la ojiva |

Artillería
| Nombre                            | Fotografía              | Origen         | Tipo                                 | Unidades                      | Calibre                  |
| --------------------------------- | ----------------------- | -------------- | ------------------------------------ | ----------------------------- | ------------------------ |
| Cañón QF de 25 libras             |                         | Reino Unido    | Cañón de campaña/obús                | 3 (Efectividad desconocida)   | 87,63 mm (3,45 pulgadas) |
| Cañón Antiaéreo de 14,5 mm        | -                       | Desconocido    | Cañón Antiaéreo Ametralladora Pesada | Desconocido                   | 14,5 mm                  |
| Quad-12.7 mm M53                  | En el enlace del nombre | Checoslovaquia | Cañón Antiaéreo Ametralladora Pesada | 4                             | 12,7 mm                  |
| Cañón sin retroceso M40 de 106 mm |                         | Estados Unidos | Cañón sin retroceso                  | Desconocido (1-3)             | 105 mm                   |
| Mortero de 81 mm                  |                         | Desconocido    | Mortero                              | Desconocido (Supuestamente 6) | 81 mm                    |

Vehículos
| Nombre                              | Fotografía | Tipo                            | Origen         | Unidades            | Armamento                                                                     |
| ----------------------------------- | ---------- | ------------------------------- | -------------- | ------------------- | ----------------------------------------------------------------------------- |
| Camión Militar De Carga Auman Foton |            | Camión de Transporte y Carga    | China          | Desconocido (7-28)  | -                                                                             |
| Ford Super Duty 350                 |            | Camioneta de Transporte         | Estados Unidos | Desconocido         | -                                                                             |
| Agrale Marruá                       |            | Vehículo de Transporte          | Brasil         | Desconocido         | -                                                                             |
| Nanjing-Iveco NJ2046                |            | Ambulancia Táctica/De combate   | China          | Desconocido         | -                                                                             |
| EE-11 Urutú                         |            | Transporte Blindado de Personal | Brasil         | 11 (2 Modernizados) | 1 Ametralladora de 12,7 mm Sistema de misiles anticarro MILAN (Sin confirmar) |
| Hunter TR-12                        |            | MRAP                            | Colombia       | 1                   | -                                                                             |
| EE-9 Cascavel                       |            | Automóvil Blindado              | Brasil         | 6 (2 Modernizados)  | Cañón Cockerill Mk.3 de 90 mm 1 Ametralladora de 7,62 mm coaxial              |

## Armada Naval/Guardia Costera/Marine van Suriname

### Buques y Equipamiento de la Armada Naval de Surinam(Guardia Costera)
| Nombre                                         | Fotografía | Origen              | Tipo                          | Unidades |
| ---------------------------------------------- | ---------- | ------------------- | ----------------------------- | -------- |
| Patrullera tipo FPB 72                         |            | Francia             | Buque Patrullero              | 2        |
| Patrullera tipo FPB 98                         |            | Francia             | Buque patrullero              | 1        |
| Buque Patrullero Tipo FCS 4008 "RSS Barracuda" |            | Países Bajos        | Buque Patrullero              | 1        |
| Helicóptero Airbus H125                        |            | Helicópteros Airbus | Helicóptero de reconocimiento | 1        |

## Fuerza Aérea/Luchtmacht

### Aviones
| Nombre                               | Fotografía | Origen         | Tipo                                                                    | Misión                  | Unidades                                  |
| ------------------------------------ | ---------- | -------------- | ----------------------------------------------------------------------- | ----------------------- | ----------------------------------------- |
| Cessna 172                           |            | Estados Unidos | Avión Utilitario                                                        | Enlcace y Entrenamiento | 1 (En servicio) (En venta)                |
| Cessna T303 Crusader                 |            | Estados Unidos | Avión Utilitario                                                        | Enlcace y Entrenamiento | 1 (En servicio)                           |
| CASA C-212 Aviocar                   |            | España         | Ávión de Transporte Táctico Ligero/Patrulla Marítima/Guerra Electrónica | Patrulla                | 2 (En servicio)                           |
| De Havilland Canada DHC-6 Twin Otter |            | Canadá         | Avión Utilitario                                                        | Transporte              | 1 (En servicio)                           |
| Britten-Norman Islander              |            | Reino Unido    | Avión Utilitario/Avión de Transporte                                    | Transporte y Patrulla   | 3 (1 En servicio y 2 en reserva)          |
| Pilatus PC-7                         |            | Suiza          | Avión de Ataque Ligero/Avión de Entrenamiento                           | Ataque Ligero           | 7 ( 1 En Servicio, Posiblemente Retirado) |

### Helicópteros
| Nombre               | Fotografía | Origen        | Tipo                                             | Misión                            | Unidades |
| -------------------- | ---------- | ------------- | ------------------------------------------------ | --------------------------------- | -------- |
| HAL Chetak           |            | Francia India | Helicóptero Utilitario                           | Utilitario                        | 3        |
| Eurocopter Bk-177B-2 |            | Alemania      | Helicóptero Utilitario Helicóptero de Transporte | Utilitario, Transporte y Patrulla | 1        |